# 무라카미 마사아키
무라카미 마사아키(일본어: 村上 昌謙, 1992년 8월 7일 ~ )는 일본의 축구 선수이다. 현재 J1리그의 아비스파 후쿠오카에서 뛰고 있다.

## 구단 경력
그는 2015년부터 J리그의 레노파 야마구치 FC, 미토 홀리호크, 아비스파 후쿠오카에서 뛰었다.